# Відступ Сербської армії через Албанію
Не варто плутати з Великим відступом франко-британських військ на Західному фронті у 1914 році та Великим відступом російських військ на Східному фронті у 1915 році
Албанська Голгофа  (серб. Албанска голгота / Albanska golgota) або Великий відступ чи відступ сербської армії через Албанію — стратегічний відступ сербської армії внаслідок поразки від німецьких та австро-угорських військ, які прорвали фронт оборони супротивника та, завдавши нищівної поразки, просунулися вглиб території Сербії на кілька сотень кілометрів.

## Історія

### Передумови
6 жовтня 1915 року об'єднані німецькі та австро-угорські війська під командуванням німецького генерал-фельдмаршала Августа фон Макензена здійснили одночасний наступ на Сербію з півночі та заходу. 11 жовтня, без попереднього оголошення війни, болгари почали атаку на сербські прикордонні позиції. 14 жовтня Болгарія нарешті офіційно оголосила війну Сербії, її 1-ша та 2-га армії під командуванням генерала Бояджиєва просунулися в район Тимок на північному сході Сербії, намагаючись перерізати життєво важливу залізничну лінію від Салонік до долин річок Вардар і Морава, а також позбавлення шляхів поставок Сербії підкріплення та артилерійських боєприпасів. Маючи майже 300 000 людей, болгарська армія швидко розгромила слабкі сербські загони вздовж кордону. Сербська армія мала 250 000 осіб, велика кількість з яких в цей час протистояла 300 000 німців та австрійців на північному фланзі фронту.
Ведучи запеклі бої на величезному фронті, що простягався на 1200 кілометрів, проти трьох армій і не маючи допомоги та підкріплення від союзників, Верховне командування сербської армії розпочало організований відступ у напрямку Крагуєвця та Ниша. 6 листопада болгарська 1-ша армія з'єдналася з 11-ю німецькою армією генерала Галвица поблизу Ниша, 10 листопада вони перетнули річку Морава приблизно в 30 км на південь від Ниша і завдали удару по сербським військам, що їм протистояли. Протягом двох днів сербська армія протистояла значно переважаючим військам противника, утримуючи Прокупле, але зрештою була змушена відступити. Тиск австро-угорців, німців і болгарської 1-ї армії на півночі та 2-ї болгарської армії, що наступала зі сходу, змусили сербів відступати в південно-західному напрямку в Косово.
У середині листопада сербські армії досягли Приштини, але не змогли прорватися на південь через блокаду 2-ї болгарської армії на перевалі Качаник поблизу Скоп'є, щоб досягти Салонік і прорватися до французьких військ генерала Саррая. Мета Макензена полягала в тому, щоб загнати сербів у куток в районі Косова і змусити їх вступити у вирішальну фінальну битву.
Розрив комунікацій Ниш-Скоп'є-Салоніки та відсутність зв'язку з союзниками поставили сербську армію в найкритичнішу ситуацію. Радомир Путник почав зосереджувати свої війська з метою забезпечення доступу до плато Гнілане, відомого як «Поле Чорних Дроздів».
Вороже налаштовані до сербів албанці розпочали партизанські акції, завдаючи поразки слабким ар'єргардним та тиловим загонам сербів; це було помстою за репресії, яких вони зазнали після передачі провінції від Османської імперії Сербії та Чорногорії двома роками тому.
Уся болгарська армія, підтримувана з півночі частинами 11-ї німецької армії, тепер виступила проти сербів. Після інтенсивних боїв 23 листопада Приштина і Митровиця перейшли під контроль Центральних держав, сербський уряд залишив Призрен, свою останню тимчасову столицю в Сербії.

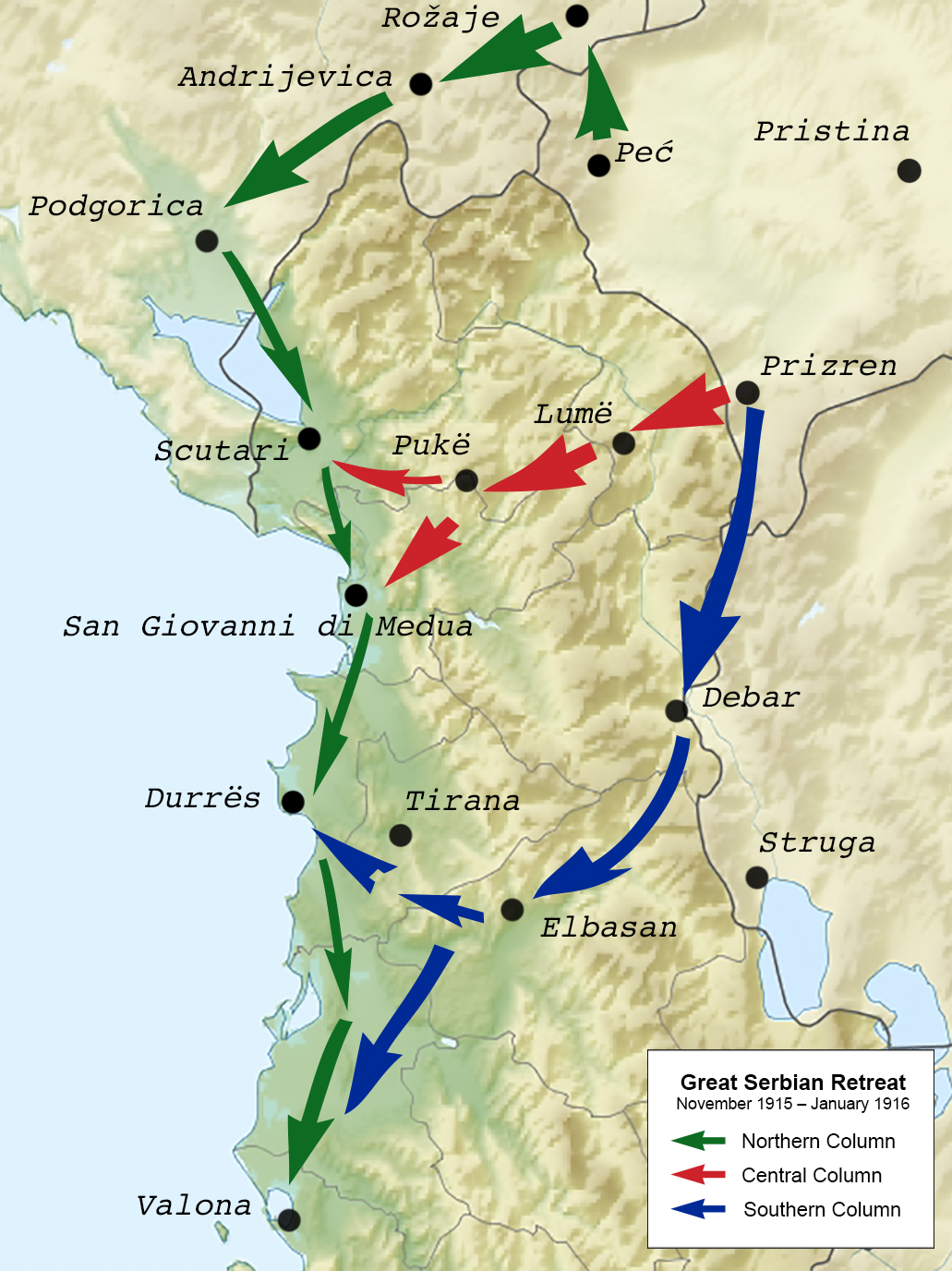
Маршрути відступу колон сербської армії через Албанію

Вище сербське командування розглядало лише три можливості: капітуляція та сепаратний мир; остаточна почесна, але відчайдушна битва до повного знищення чи подальший відступ через гори до адріатичного узбережжя. Тим не менш, серйозно розглядалися лише відступ і контратака, тоді як капітуляція фактично не обговорювалася; уряд Сербії на чолі з прем'єр-міністром Ніколою Пашичем, принцом-регентом Олександром і Верховним командуванням під командуванням воєводи Радомира Путника прийняли рішення про загальний вихід і продовження боротьби у вигнанні. Єдиний можливий шлях порятунку пролягав на південному заході та північному заході, над високими гірськими хребтами Кораб і Проклетіє в Албанії та Чорногорії, що є частиною Динарських Альп, середня висота яких становила понад 1800 м. Сербський уряд планував реорганізувати та реформувати армію за допомогою та підтримки союзників.
23 листопада воєвода Путник наказав усім сербським військам використати останні артилерійські боєприпаси, а потім закопати чи вивести з ладу гармати, забравши з собою затвори та приціли. Путник також наказав, щоб врятувати їх від ворожого полону, усі хлопці, які досягли призовного віку, від дванадцяти до вісімнадцяти років, всього 36 000, мали йти за армією і приєднатися до відступу з метою врятувати країну у майбутніх боях. 25 листопада 1915 року сербське верховне командування видало офіційний наказ про відступ, адресований командувачам усіх армій.

### Відступ
Сербська армія розділилася на три колони, які прямували до гір Албанії та Чорногорії. Колони, які відступили трьома маршрутами, усі зійшлися на озері Скутарі, на кордоні Албанії та Чорногорії, а звідти попрямували до Адріатики, переслідували 10-та австро-угорська гірська бригада та німецький Альпійський корпус.
Коли серби досягли Албанії, Есад-паша Топтані, албанський лідер і колишній османський генерал, який був союзником сербів, забезпечив захист відступаючим військам воєводи Путника, де це було можливо. У районах, які перебували під його контролем, жандарми надавали підтримку відступаючим сербським військам. Але коли колони просувалися у північній частині країни, напади албанського населення було звичайним явищем. Жорстокі дії сербсько-чорногорських військ у Першій Балканській війні змусили багатьох місцевих жителів помститися солдатам, які відступали через гірські перевали.

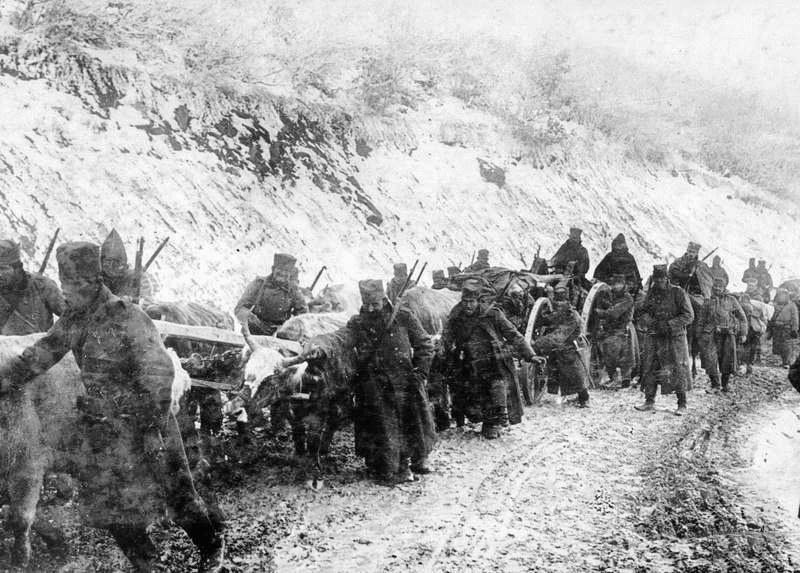
Сербська артилерія відходить через річку Бабуна у північній Македонії

Північна колона прямувала по маршруту через південну Чорногорію, від Печі до Скутарі, через Рожає, Андрієвіцу та Подгорицю. Кістяк колони складалася з формувань 1-ї, 2-ї та 3-ї сербських армій і військ оборони Белграда, в ній була найбільша кількість сербських військ.
Ще 20 листопада Пашич надіслав термінове повідомлення союзникам Сербії з проханням надіслати постачання, зокрема продовольство, до портів Адріатики, але коли Північна та Центральна колони прибули до Скутарі, вони виявили, що в гавані немає союзних кораблів, на які вони очікували і сподівалися. Їжа була відправлена з Франції та Великої Британії, але вона все ще була зосереджена в Бриндізі в Італії. Побоюючись присутності підводних човнів противника, італійці відправили лише кілька суден, конвой, відправлений раніше до Скадара, був знищений австро-угорським флотом. Деякі запаси прибули на берег у Дурресі, за 60 кілометрів від нього, тому колонам військ і біженцям нічого не залишалося, як йти далі на південь.

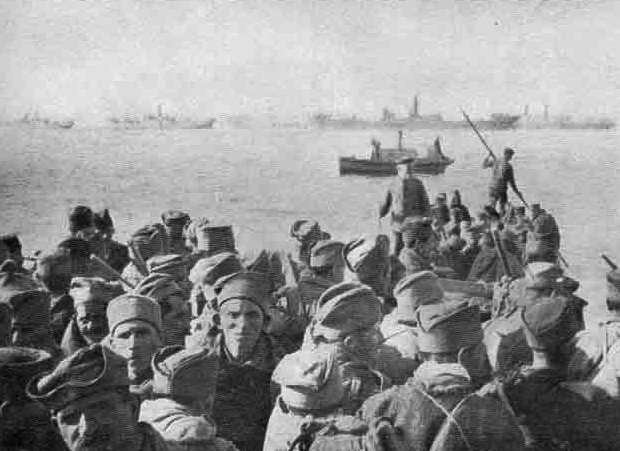
Евакуація сербських військ на грецький острів Корфу

Зрештою було прийнято рішення про евакуацію залишків сербської армії та мирних жителів, що супроводжували її, на окупований французами грецький острів Корфу і аж до Бізерти у французькому Тунісі. Це рішення, прийняте насамперед французами та британцями, не обговорювалося з грецькою владою. Союзники відправили свої флоти, і 15 січня 1916 року евакуація почалася; посадка була здійснена з трьох портів: Сан-Джованні-ді-Медуа, Дуррес і Вльора. Загалом для евакуації було задіяно 45 італійських, 25 французьких та 11 британських транспортних суден; вони здійснили 202, 101 і 19 рейсів відповідно. Герцог Абруцці та віцеадмірал Емануеле Кутінеллі Рендіна, командувач італійськими військово-морськими силами в південній Адріатиці (зі штаб-квартирою в Бриндізі), отримали завдання спланувати евакуацію морем. Контрадмірал Гульєльмо Капомацца керував евакуацією у Вльорі.
14 січня уряд Сербії, міністри та члени дипломатичного корпусу сіли на італійське судно «Чітта ді Барі» до Бриндізі. 6 лютого верховне командування Сербії та регент Олександр були евакуйовані на Корфу, куди до 15 лютого прибуло близько 120 000 евакуйованих, а через десять днів — близько 135 000. Приблизно в той же час до Бізерти було доставлено до 10 000 евакуйованих. Близько 5000 біженців, переважно жінок, дітей та людей похилого віку, були доставлені на Корсику в супроводі Сербського фонду допомоги та військового госпіталю шотландських жінок.
До 19 лютого більшість сербських військ була евакуйована. Остання кавалерійська дивізія завантажилися на борт 5 квітня 1916 р., що ознаменувало кінець операції.

## Наслідки
За офіційною статистикою 1919 року в ході відступу сербських військ загинуло 77 455 солдатів, а 77 278 зникли безвісти. Найгірша доля спіткала Південну колону, де приблизно 36 000 юнаків, деякі з яких мали стати військовозобов'язаними в 1916 році, а деякі були лишень дванадцятирічного віку, й отримали наказ армії приєднатися до відступу; протягом місяця близько 23 000 з них померли.
З приблизно 220 000 цивільних біженців, які вирушили на узбережжя Адріатичного моря з Косова, вижило лише близько 60 000. Ті, хто вижив, були настільки слабкими, що тисячі з них згодом померли від повного виснаження протягом кількох тижнів після прибуття на місце. Багато тих, хто загинув у дорозі, ховали в морі. Тіла спускали з французьких кораблів в Іонічне море, поблизу грецького острова Відо; Вважається, що таким чином було поховано понад 5000 сербів.